# Хамфрис, Френсис
Френсис Генри Хамфрис (англ. Francis Henry Humphrys; 24 апреля 1879 — 28 августа 1971) — британский колониальный администратор и дипломат, подполковник.
Обучался в оксфордском колледже Крайст-Чёрч.
В 1922—1929 годах — глава дипломатической миссии Великобритании в Афганистане.
В 1929—1932 годах — верховный комиссар, в 1932—1935 годах посол Великобритании в Ираке.